# Hadena gussata
Hadena gussata là một loài bướm đêm trong họ Noctuidae.